# Johnstone Ridge
Johnstone Ridge är en bergstopp i Antarktis. Den ligger i Östantarktis. Australien gör anspråk på området. Toppen på Johnstone Ridge är 2 042 meter över havet, eller 138 meter över den omgivande terrängen. Bredden vid basen är 2,7 km.
Terrängen runt Johnstone Ridge är kuperad norrut, men söderut är den bergig. Trakten är obefolkad. Det finns inga samhällen i närheten. 